# Franz Guntermann

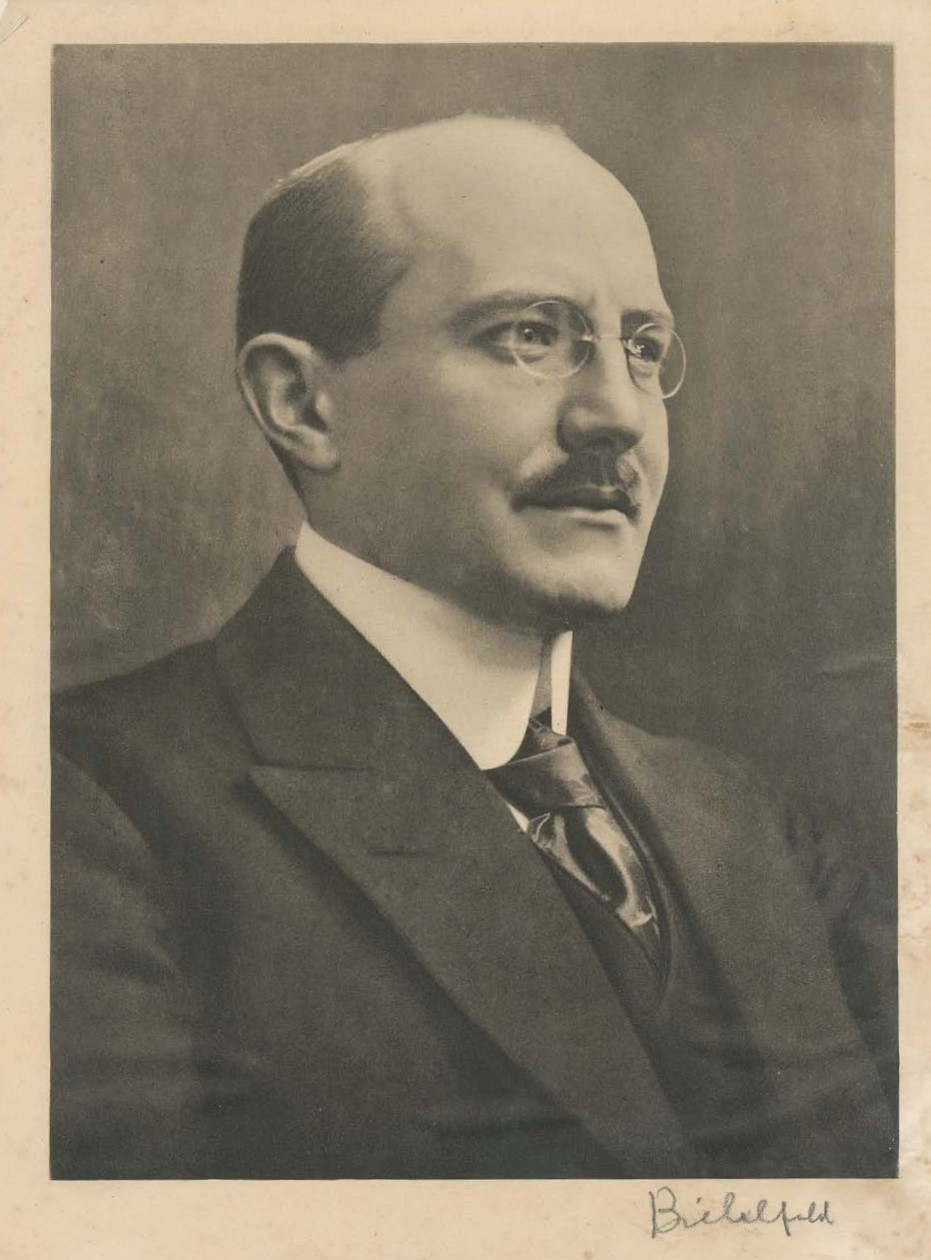
Franz Guntermann

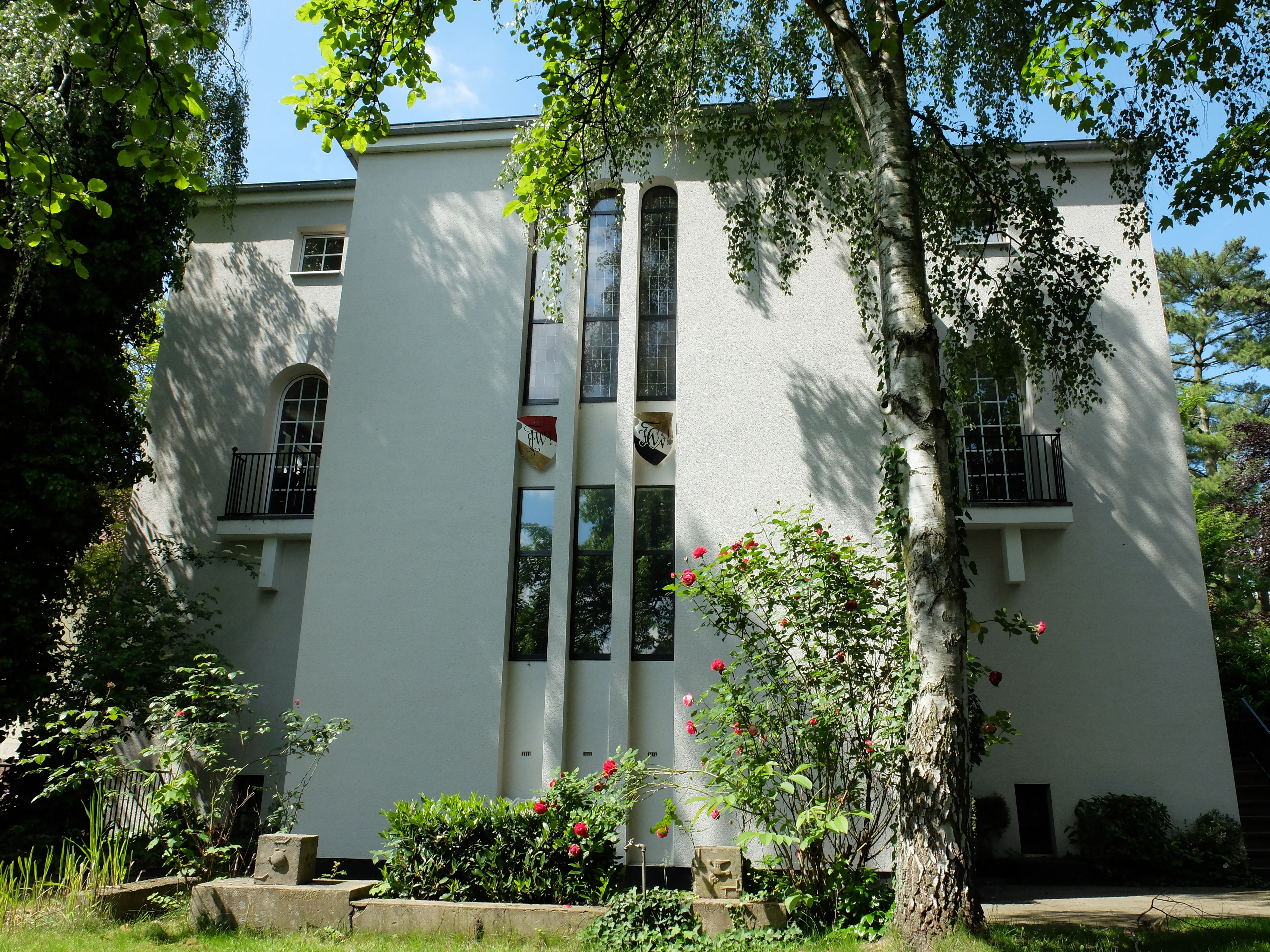
Ehemaliges Atelier und Wohnhaus des Bildhauers Franz Guntermann, erstes Gebäude im Bauhaus-Stil Münsters, heute unter Denkmalschutz

Franz Guntermann, vollständiger Name Wilhelm Franz Guntermann, (* 22. August 1881 in Steele; † 15. Februar 1963 in Münster) war ein deutscher Bildhauer.

## Leben
Als Sohn eines Arbeiters besuchte Franz Guntermann die Volksschule. Von 1896 bis 1900 absolvierte er eine Bildhauerlehre beim Bildhauermeister Peter Scharwitz in Bochum. Von 1900 bis 1903 war er auf Gesellen-Wanderschaft und in unterschiedlichen Bildhauerwerkstätten tätig. Die letzte Station war in München, wo er ab 1904 auch auf der Kunstgewerbeschule zur Vorbereitung auf den Besuch der Akademie der bildenden Künste war. Von 1908 bis 1912 studierte er als Meisterschüler von Balthasar Schmitt an der Münchner Kunstakademie. 1912 wurde er als Leiter der Bildhauerklasse der Kunstgewerbeschule nach Dessau berufen. Von 1914 bis 1928 lehrte er an der Handwerker- und Kunstgewerbeschule Bielefeld. Der Künstler hatte Verbindungen zur Wiedenbrücker Schule. Von 1928 bis 1949 leitete Guntermann die Bildhauerklasse der Schule für Handwerk und Kunstgewerbe Münster, dem heutigen Fachbereich Design der Fachhochschule Münster. Am 15. Februar 1963 starb Franz Guntermann in Münster, wurde aber auf dem Laurentiusfriedhof in Essen-Steele beigesetzt. Sein Haus in der Studtstraße 31 in Münster wird heute vom Wingolfsbund genutzt und steht unter Denkmalschutz.

## Werk
Besonders der „Schmerzensmann“ überlebensgroße Holzfigur die 1912 vollendet wurde und im Berliner und Münchner Glaspalast sowie 1914 im Schauraum „Bielefeld“ auf der Kölner Werkbundausstellung mit großen Erfolg ausgestellt wurde und heute in St. Jodokus in Bielefeld zu sehen ist. 1915 schuf er die Nagelfigur des „Bielefelder Feldgrauen“. Er fertigte Denkmäler, Porträt-Büsten, Grabmäler u. v. m. Ferner wurde er bekannt durch seine Mitarbeit am Bielefelder Schauraum auf der Kölner Werkbundausstellung. Er fertigte aber auch expressionistische Bronzen an.

## Auszeichnungen
Im Anschluss an eine erfolgreiche Kunstausstellung in Berlin 1921 wurde Guntermann der Professorentitel verliehen. Die große Medaille der Akademie der bildenden Künste in München wurde ihm viermal zugedacht. Zudem erhielt er die Ehrenplakette der Steeler Bürgerschaft.

## Werke (Auszug)
- Bielefeld: Justitia-Standbild im Landgericht
- Bielefeld: Der Bielefelder Feldgraue, Kriegerdenkmal, 1915
- Bielefeld: Skulpturen in der Liebfrauenkirche (Bielefeld-Mitte)
- Bielefeld: Der Schmerzensmann in der St. Jodokus (Bielefeld)
- Dessau: Denkmal des Komponisten Julius Reubke
- Essen: Marienaltar in der St.-Laurentiuskirche
- Essen: Pietà in der St.-Marienkirche in Steele
- Essen: Werke im Stadtgarten Steele
- Essen: Pietá in der St.-Fronleichnamskirche
- Münster: Bauplastik am eigenen Wohnhaus, Studtstraße 31
- Werl, Grabmal von Hedwig Dransfeld, 1925

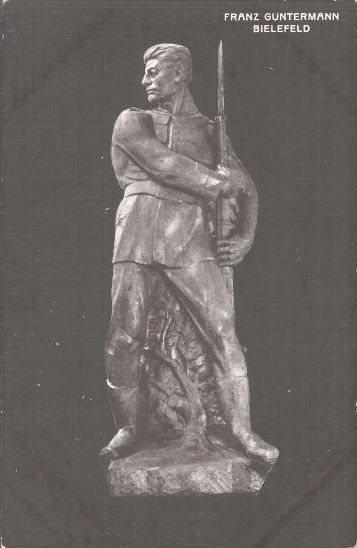
„Der Bielefelder Feldgraue“, Kriegerdenkmal (1915)
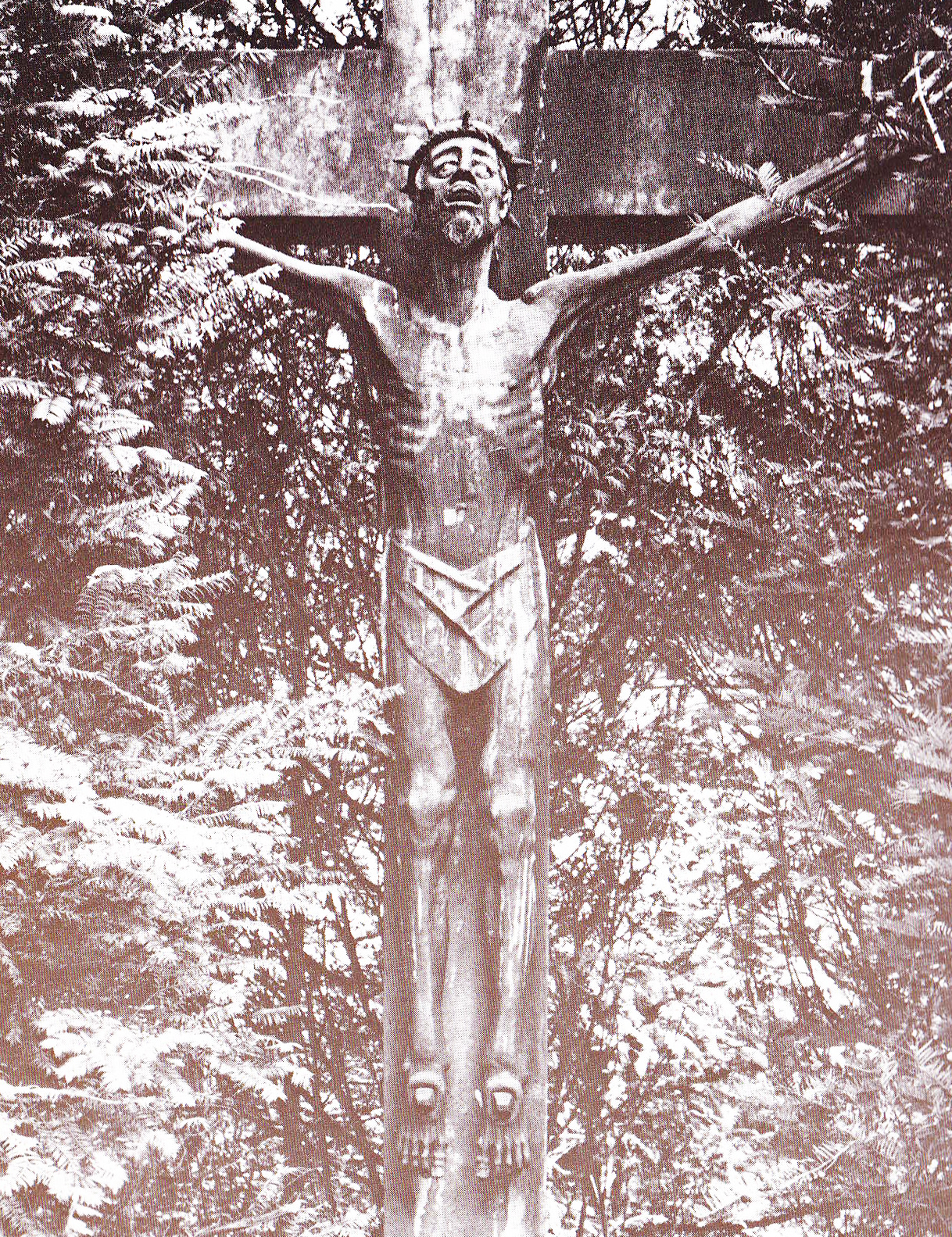
Grabmal von Hedwig Dransfeld, Werl 1925
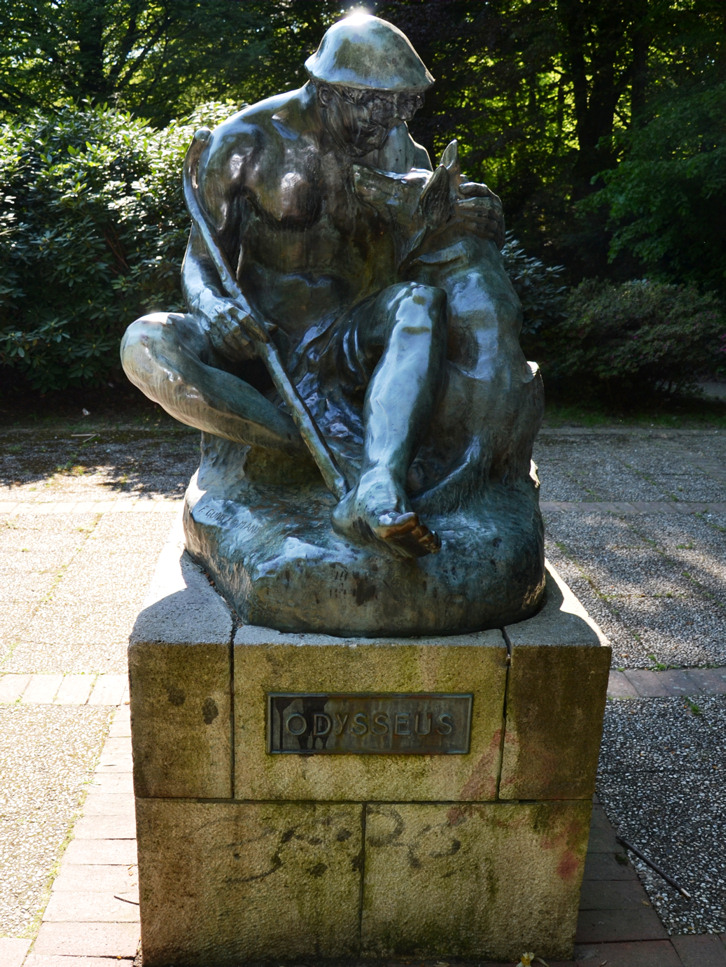
„Odysseus“, Steeler Stadtgarten
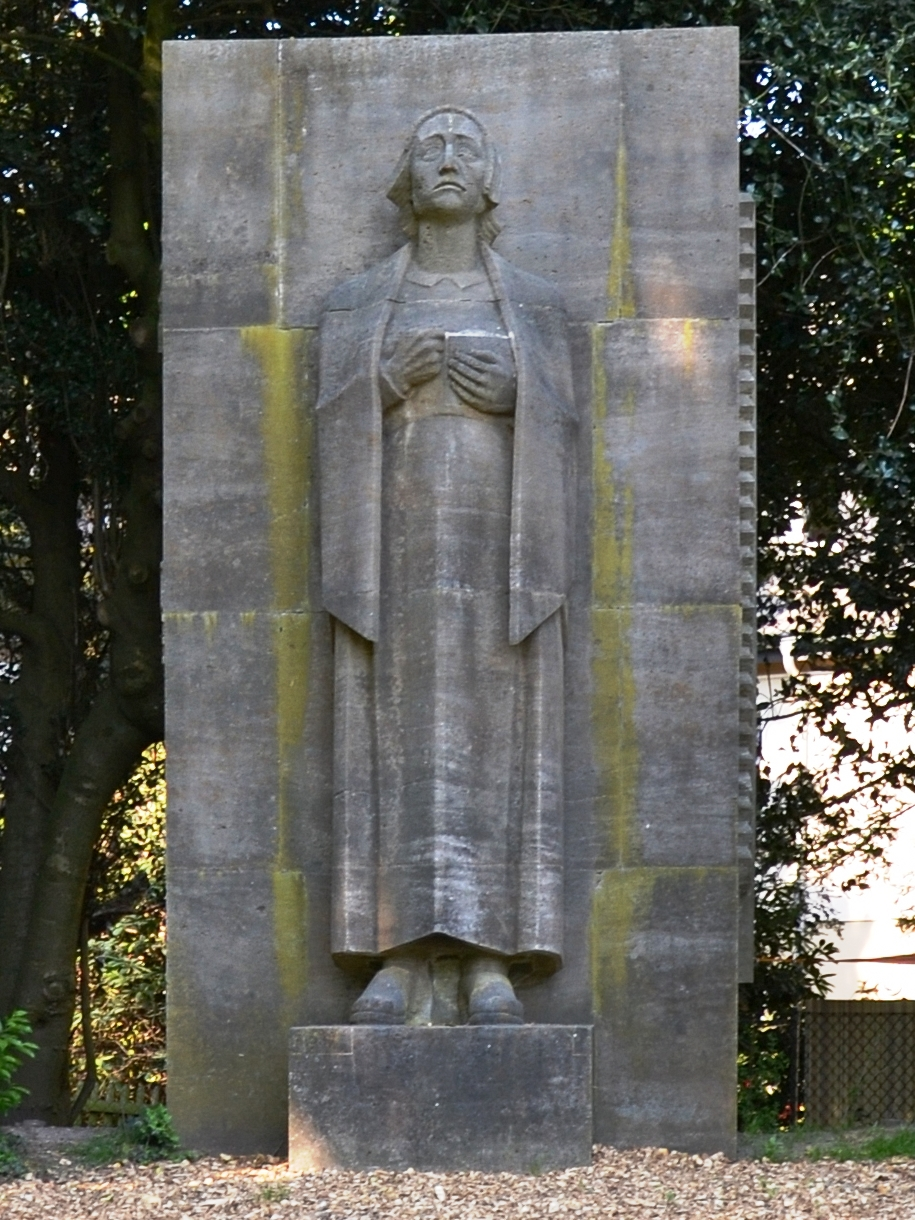
Kriegerdenkmal 1914–18 mit Hochrelief „Trauernde Mutter“, Steeler Stadtgarten
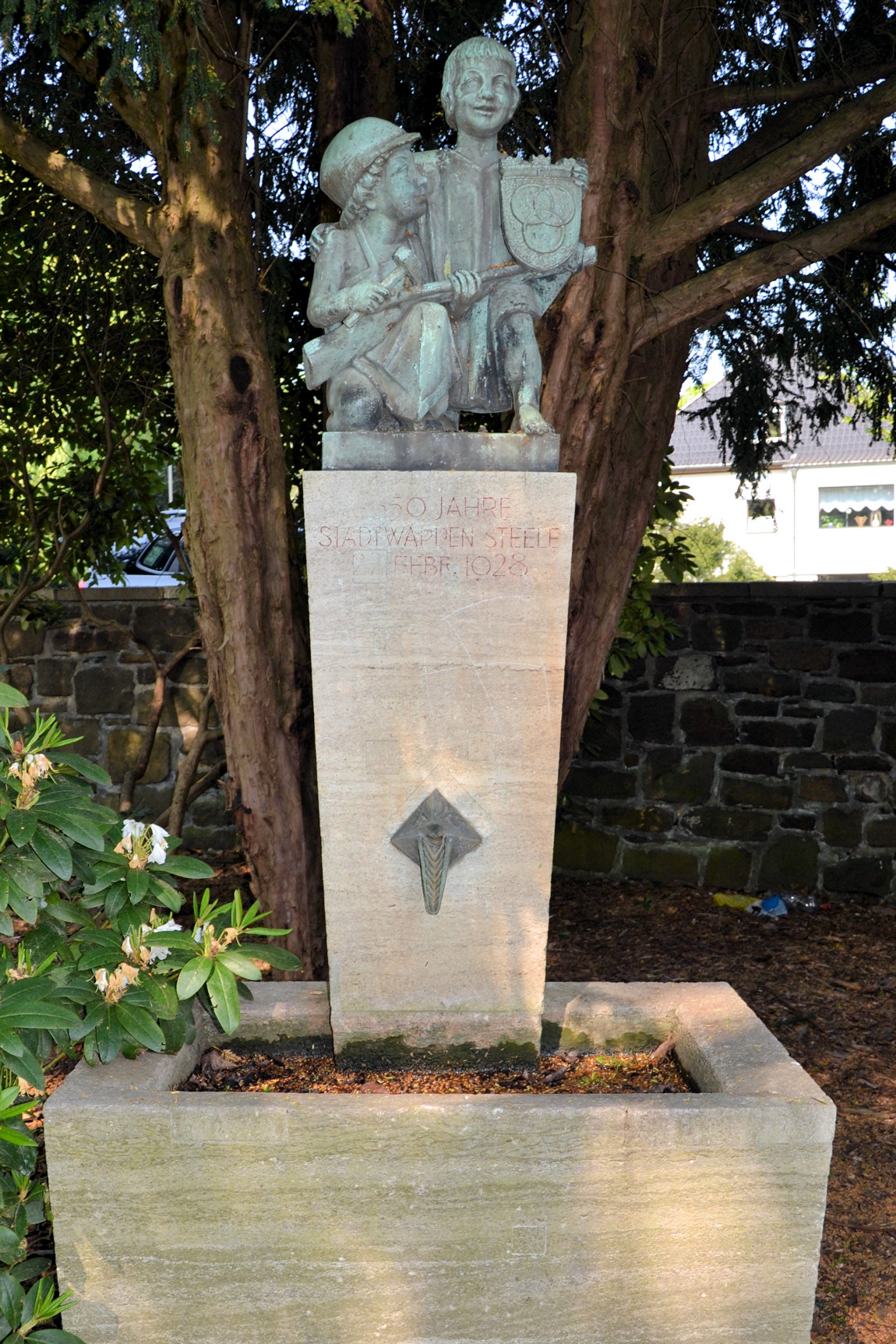
Brunnen „350 Jahre Stadtwappen Steele“, enthüllt am 22. Februar 1928, Steeler Stadtgarten